# Leon Cooper
Leon Neil Cooper, född 28 februari 1930 i Bronx i New York, död 23 oktober 2024 i Providence, Rhode Island, var en amerikansk fysiker och nobelpristagare.
Cooper fick Nobelpriset i fysik 1972 tillsammans med John Bardeen och Robert Schrieffer
med motiveringen "för den av dem gemensamt utvecklade teorien för supraledningsfenomenet, vanligen kallad BCS-teorin".